# Wolf Blood
Wolf Blood (titlu original: Wolfblood: A Tale of the Forest) este un film de groază american din 1925, regizat de George Chesebro și Bruce M. Mitchell.

## Distribuție
- George Chesebro
- Marguerite Clayton
- Raymond "Ray" Hanford
- Roy Watson
- Milburn Morante
- Frank Clark
- Jack Cosgrave